# Mexamérica
Mexamérica es el área que se le denomina a aquellas regiones sureñas de Estados Unidos y norteñas de México con predominio de la cultura mexicana pero que continúa bajo una gran influencia de la estadounidense; es decir, es un área de transición entre las dos culturas.  Este concepto fue introducido en el libro Las Nueve Naciones de América del Norte de Joel Garreau en 1981.
En Estados Unidos esta región comprende las porciones del sur y del Valle Central de California, así como el sur de Arizona, la porción de Texas que bordea el Río Bravo y la mayor parte de Nuevo México.  En México esta región comprende el norte de los estados de Tamaulipas, Nuevo León, Coahuila, Chihuahua, Durango,  Sonora y toda la Península de Baja California. Su capital más emblemática es la ciudad de Los Ángeles.

## Cultura popular
- La empresa de lucha libre profesional, WWE, utilizó brevemente el término en 2015 durante la segunda etapa del luchador mexicano Alberto Del Río trabajando para la empresa. Esto como parte de una storyline junto con su mánager de ese entonces, Zeb Colter, que abordaba la unión de ambos países. La historia, sin embargo, fracasó debido a la carga política que llevaba y a una lucha de egos de los personajes implicados. Posteriormente, Del Río atacó a Colter para unirse a otros luchadores a la agrupación The League of Nations.[6][7]